# SuperSplash (TusenFryd)
SuperSplash in TusenFryd (Vinterbro, Akershus, Norwegen) ist eine Wasserachterbahn vom Modell SuperSplash des Herstellers Mack Rides, die 2003 eröffnet wurde. Sie war das erste SuperSplash-Modell des Herstellers weltweit.
Die 320 m lange Strecke besitzt ein Out-&-Back-Layout. Der Wagen wird nach der Station einen 29 m hohen Lifthill hochgezogen. Es folgt eine 6 m hohe Abfahrt, an die sich eine fast gleich hohe Auffahrt anschließt. Nach einer 180°-Kurve folgt die 23 m hohe, 50° steile Abfahrt, die in einen Tunnel führt. Hier beschleunigt der Wagen auf rund 75 km/h. Nachdem der Tiefpunkt erreicht ist, schließt sich ein Airtime-Hügel an, der nochmals rund 5 m abwärts in das Wasserbecken führt. Der Wagen fährt nun langsam zur Station zurück.

## Wagen
SuperSplash besitzt einzelne Wagen. In jedem Wagen können 16 Personen (vier Reihen à vier Personen) Platz nehmen.